# 주아부

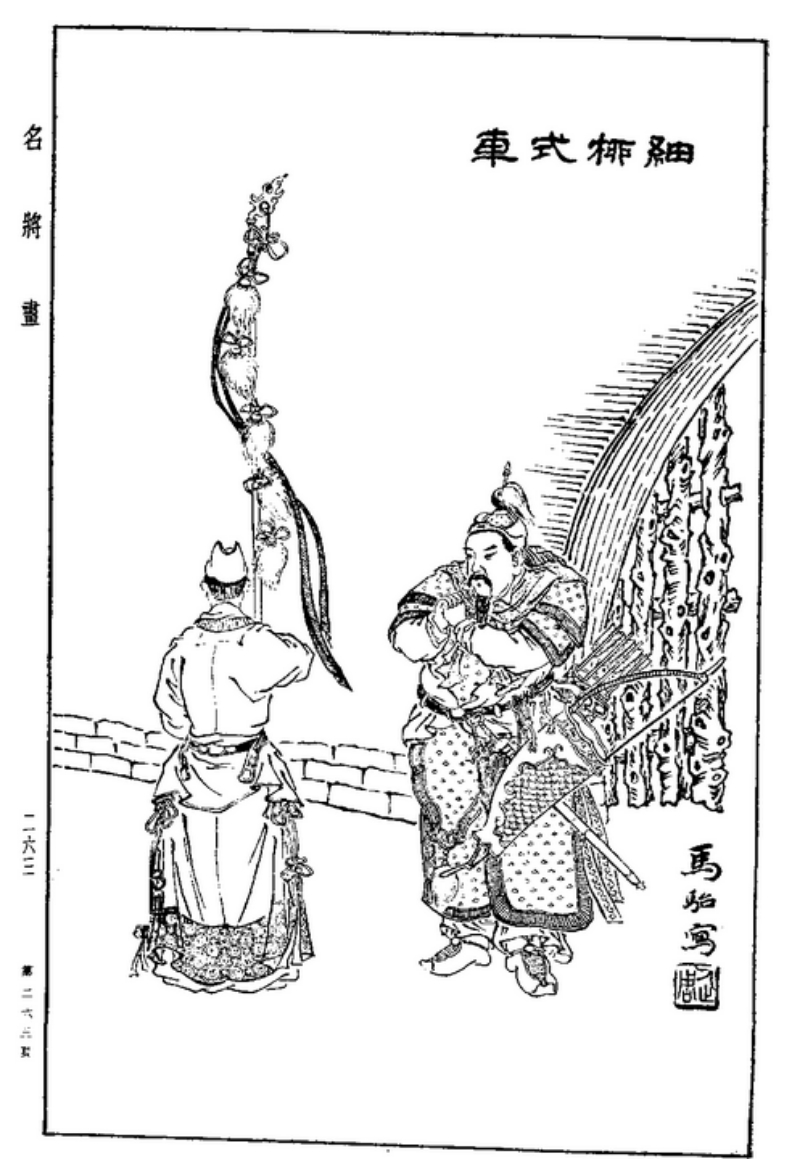
주아부

주아부(周亞夫, ? ~ 기원전 143년)는 중국 전한 초기의 정치가이다. 개국공신 주발의 아들로, 작위는 조후(條侯)다. 문제, 경제 시기에 활동했다.

## 생애

### 문제를 감동시킨 세류영
전한의 개국공신 주발의 아들로, 작위 없이 하내수를 지내고 있다가 습작한 형 주승지가 죄를 지어 봉국을 빼앗기자 문제에게서 조후에 봉해져 아버지의 작위를 이었다.
문제 후6년(기원전 159년) 겨울, 흉노가 상군·운중군을 침입했다. 문제가 군을 편성해 흉노를 막으면서 종정 유례(후의 초문왕), 축자후 서한과 함께 장군이 돼 각각 패상·극문·세류에 진을 쳤다. 문제가 군사들을 위로하기 위해 각 군영에 곧장 수레를 달려 들어가자 패상과 극문에서는 영접했으나, 세류에서는 전투태세를 갖추고 선발대의 진입을 저지했다. 천자가 곧 도착한다고 선발대가 말했으나 통하지 않았고, 황제가 부절을 사자에게 줘 조명을 전하게 한 후에야 들어갈 수 있었다. 이때에도 군중에서는 말을 타고 달리지 못하는 군법을 황제 일행에게 지키게 했으며, 절하지 않고 군례에 따라 인사했다. 문제는 매우 감동했고, 나와서는 놀라워하는 신하들에게 함부로 범할 수 없는 군영이라며 주아부의 군영을 칭찬했다. 한 달 후 세 군영을 파하고 주아부는 중위가 됐다. 문제가 죽을 때가 되자, 태자 경제에게 위급한 일이 있을 때에는 주아부를 장수로 삼도록 가르쳤다. 문제가 붕어하니 거기장군이 됐다.

### 오초칠국의 난
경제는 즉위한 후 어사대부 조조의 계책을 받아들여 제후왕의 영토를 삭감하는 과감한 중앙집권적 정책을 폈고, 이는 여러 제후왕의 반발을 불러왔다. 결국 경제 3년(기원전 154년), 가장 강력하고 또 태자 유현의 죽음으로 인해 전부터 경제에 불만을 품어온 오왕 유비의 봉토를 삭감하자 유비가 반발해 오초칠국의 난이 일어났다.
중위를 지낸 주아부는 태위가 돼 오나라와 초나라를 치러 나갔다. 주아부는 오나라와 초나라의 날쌘 병사들과 교전하는 것을 피하고, 속전속결의 태세를 취하는 오나라와 초나라의 군을 양나라에게 맡겨두는 한편 양도를 끊는 전략을 세웠다. 패상에 이르자 조섭(趙涉)이라는 사람이 주아부를 가로막고 자신의 말을 들어보라고 하자 수레에서 내려와 예를 갖춰 물어봤고, 그 말에 따라 효산(殽山)과 민지(黽池) 사이에 오왕이 숨겨놨을지 모르는 간자를 피해 무관을 통해 낙양으로 갔다. 도착해서 효산과 민지 사이를 뒤져보니 과연 복병이 있었다. 이에 조정에 청해 조섭을 호군으로 삼았다.
형양에서 병사를 모았을 때 오나라는 양나라를 공격했고, 양나라는 거듭 패해 사세가 궁해져 나중에는 황제의 조서까지 받아 주아부에게 구원을 요청했다. 그러나 주아부는 극벽에서 수비를 견고히 할 뿐 결코 양나라를 직접 구원하지는 않고, 궁고후(弓高侯) 한퇴당 등에게 경기병을 맡겨 오나라와 초나라의 양도를 끊게 했다. 오나라와 초나라는 결국 양나라의 마지막 반격에 패퇴했고, 주아부를 공격하려 하읍에 주둔하였다. 그곳에서 오나라와 초나라의 도전을 받았으나 응하지 않았고, 군중에 소란이 일어나 서로 죽이는 일이 있었음에도 가만히 있음으로 상황을 진정시켰다. 오나라와 초나라 군은 양식이 떨어져 양동작전을 벌였으나 주아부는 이를 간파해 마지막 공격을 무위로 돌렸다. 오나라와 초나라 군이 굶주림을 이기지 못하고 달아나자 주아부는 정예병을 내 추격해 대파했다. 오왕 유비는 군대를 버리고 강수를 건너 단도로 달아났고, 초왕 유무는 자살했다. 주아부는 추격해 오나라와 초나라의 현들을 항복시키고 오왕에게 현상금을 거니, 오왕을 비호하던 동월에서 오왕의 머리를 베어 바쳤다. 결국 서로 싸운 지 석 달 만에 반란군 중 가장 강력한 나라로 꼽힌 오나라와 초나라를 평정했다. 한편 제나라·조나라 방면의 반란군은 난포와 역기 등이 제압해 오초칠국의 난은 반군의 패망으로 끝났다. 제장들은 이에 주아부의 계책이 옳은 것이었다고 여겼으나, 양효왕과 주아부 사이에는 틈이 생겼다.

### 실각
오초칠국의 난을 평정하고서 태위직을 계속 지냈고, 5년 뒤 승상에 취임해 경제에게 중용됐다. 그러나 경제가 율태자를 폐하려고 하는 데 반대해, 얼마 못 가 틈이 생겼다. 또 양효왕은 입조할 때마다 태후와 함께 주아부의 단점을 늘어놓았다.
한편 태후는 효경황후의 오빠 왕신을 후로 삼고자 했고, 경제는 태후의 형제들이 외척이라는 이유만으로 후가 되지 못했다며 반대했으나 태후는 그 때문에 자기 오빠 두건이 생전에 후가 되지 못한 것이 한스럽다며 굽히지 않았다. 경제는 주아부와 의논해 보겠다고 했고, 주아부는 “고황제가 약속하기를 '유씨가 아니면 왕이 되지 못하며, 공이 없으면 후가 되지 못한다. 이를 어기는 자, 천하가 그를 쳐라!'라 했습니다. 왕신은 비록 황후의 오라비이나, 공이 없는데 후작이 되는 것은 이에 어긋납니다.”라고 답했다.
나중에 흉노에서 왕 유서로 등 5명이 투항했는데, 주아부는 이들을 받아들이는 것을 반대했으나 경제는 이들을 모두 열후로 삼았다. 이에 주아부는 칭탈하고 사직했으며, 경제 중3년(기원전 147년)에 병으로 승상에서 면직됐다.

### 죽음
얼마 지나지 않아 주아부는 경제의 부름을 받아 식사를 했는데, 자르지도 않은 큰 고깃덩이만을 받았고 젓가락도 없었다. 주아부가 젓가락을 청하자, 경제는 웃으면서 말했다.
| “ | 이 정도도 그대에게는 부족한가? | ” |

주아부가 즉시 사죄하고 물러나니, 그 모습을 보고 경제는 말했다.
| “ | 저렇게 언짢아하는 사람이라니, 어린 임금의 신하는 아니로구나! | ” |

주아부의 아들이 상방의 공관에 갑옷과 방패 500장을 사서 장례를 준비했는데, 품꾼을 고되게 부리고 돈을 주지 않았다. 품꾼은 이것이 황제의 물건을 함부로 매매한 것임을 알고 분노해 고발했고, 주아부도 연좌돼 심문을 받았다. 주아부가 한 마디도 대답하지 않자 경제는 분노해 사건을 대리에게 맡겼고, 대리가 꾸짖었다.
| “ | 군후는 모반하려고 했는가? | ” |

| “ | 신이 산 것은 부장품일 뿐인데 어찌 모반했다 합니까? | ” |

| “ | 군이 지상에서 반역하려 한 게 아니라면, 지하에서 반역하려 했을 테지! | ” |

원래 주아부는 소환되었을 때 자결하려고 했으나 아내의 만류로 그만두고 대리에게 넘겨진 것인데, 대리의 심문은 더욱 혹독해졌다. 결국 주아부는 닷새를 굶다 피를 토하고 죽었으며, 봉국은 폐해졌다. 가문은 형제 주견이 평곡후(平曲侯)에 봉해짐으로써 이어졌다.

## 일화
주아부가 하내수이던 시절, 온(溫) 땅의 허부(許負)라는 노파가 주아부에게 말하였다.
| “ | 군께서는 3년 뒤에는 후(侯)에 봉해지실 것이고, 그러고 나서 또 3년 뒤에 장상(將相)이 되어 나라를 다스리니 존귀해지실 것이며, 또 9년 뒤에는 굶어서 돌아가실 것입니다. | ” |

주아부가 웃으며 말하였다.
| “ | 신의 형이 이미 아버지의 뒤를 이어 후가 되었으니 돌아가시면 마땅히 그 아들이 이어야 할 것인데, 어찌 제게 후가 되라고 하는 것입니까? 또 당신의 말대로 존귀해진다고 치자면 어찌하여 굶어죽겠습니까? | ” |

정말로 3년 후에 주승지는 죄를 지어 작위가 박탈되었고, 문제가 주발의 아들들 중 어진 자를 물으니 모두 주아부를 추천하여 그가 대신 작위를 이었다.

## 가계
| 전임 주사 | 전한의 중위 기원전 158년 ~ 기원전 154년 | 후임 가 |

| 전임 영면 | 전한의 거기장군 기원전 157년 ~ ? | 후임 정불식 |

| 전임 관영 | 제4대 전한의 태위 기원전 154년 ~ 기원전 150년 | 후임 전분 |

| 전임 도청 | 전한의 승상 기원전 150년 ~ 기원전 147년 | 후임 유사 |

| 선대 (첫 봉건) | 전한의 조후 기원전 162년 ~ 기원전 143년 | 후대 (봉국 폐지) |